# Alba Tressina
Alba Tressina o Alba Trissina (XVI secolo – XVII secolo) è stata una compositrice italiana.

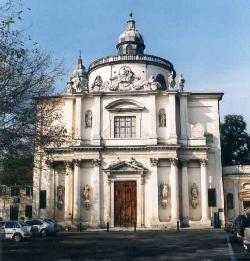
Santa Maria in Araceli, 80 km da Venezia

Fu una suora carmelitana nel monastero di Santa Maria in Araceli a Vicenza e studiò con Leone Leoni, che conservò e pubblicò anche quattro delle sue opere. Leoni dedicò il suo Quarto Libro, 1622, a questa sua allieva.

## Opere
Quattro mottetti per voce alta in Sacri fiori: quarto libro de motettia di Leoni sono tutte le sue composizioni che ci sono giunte:
- Vulnerasti cor meum A - la sua opera più nota
- Quaemadmodum A
- In nomine Iesu AA
- Anima mea AAT